# U 565
U 565 war ein deutsches U-Boot vom Typ VII C der deutschen Kriegsmarine, das im Zweiten Weltkrieg eingesetzt wurde.

## Geschichte
Das bei Blohm & Voss gebaute Boot wurde am 10. April 1941 durch Oblt.z.S. Johann Jebsen in Dienst gestellt. U 565 gehörte vom 10. April bis zum 31. Dezember 1941 zur 1. U-Flottille. Bis Juni fuhr es als Ausbildungsboot, ab dann war es als Frontboot eingesetzt. Ab dem 1. Januar 1942 gehörte das Boot zur 29. U-Flottille. Am 17. März 1942 übernahm Kptlt. Wilhelm Franken das Boot. Ab dem 8. Oktober 1943 kommandierte Kptlt. Fritz Henning U 565 bis zu dessen Selbstversenkung. Während seiner Dienstzeit trug U 565 verschiedene Motive als Wappen und Malings am Turm. Neben einer auf Rollschuhen fahrenden Ratte oder einem balzenden Auerhahn führte das Boot zeitweilig einen knienden Esel als Reminiszenz an das Flottillenzeichen der 29. U-Flottille, der es ab Januar 1942 angehörte. Als Mützenabzeichen trug die Besatzung den Schriftzug FDU Bayern.

### Einsätze
Auf 21 Unternehmungen versenkte U 565 drei Handelsschiffe mit einer Tonnage von 11.347 BRT sowie zwei Kriegsschiffe mit 6.990 Tonnen. Zwei weitere Handelsschiffe (17.565 BRT) wurden beschädigt. Der Kreuzer Naiad (Lage) wurde am 11. März 1942 von Kptlt. Jebsen versenkt.
Die übrigen Versenkungen von U 565 erfolgten unter dem Kommando von Kptlt. Franken. In der Nacht zum 22. April traf Franken, der mit U 565 am 11. April 1942 aus La Spezia ausgelaufen war, auf die Kirkland die für die schottische Currie-Reederei fuhr. Die Kirkland hatte sich dem Konvoi TA 36 angeschlossen, der sich auf dem Weg von Tobruk nach Alexandria befand. Franken versenkte das Schiff gegen drei Uhr nachts. Ein britischer Seemann kam ums Leben. Zweiundzwanzig Überlebende wurden von dem U-Bootjäger HMS Falk aufgenommen und nach Marsa Matruh gebracht.
Kptlt. Henning konnte keine Versenkungen erzielen. Am 20. April 1943 versenkte U 565 den in einem Geleitzug fahrenden, bewaffneten französischen Truppentransporter Sidi Bel Abbès (Lage) vor der Küste Algeriens. Von 1287 Männern an Bord kamen 834 ums Leben.

### Versenkung
Am 19. September 1944 wurde U 565 im Mittelmeer in der Nähe von Scaramanga auf der Position 37° 57′ N, 23° 34′ O durch amerikanische Bomber der 15. USAAF schwer beschädigt. Fünf Besatzungsmitglieder starben bei dem Angriff. Am 24. September 1944 wurde das Boot auf Grund seiner Beschädigungen im Stützpunkt in Salamis mit drei Wasserbomben selbstversenkt.